# Laakona
Laakona (havajski Laʻakona; neispravno Lakona) bio je havajski poglavica, princ otoka Oahua i kralj Ewe.
Njegov je otac bio poglavica Keaunui, a majka mu se najvjerojatnije zvala Vehelani. Imao je sestru Nuakeu, koja je bila kraljica Molokaija, i brata Moija, koji je bio prorok.
Bio je bratić kralja Kumuhonue i Hinakaimauliawe.
Naslijedio je Ewu od svog oca. Bio je vazal svog bratića i njegova sina Elepuukahonue. Ewa je pod njegovom vladavinom bila najbogatiji dio Oahua.
Bio je predak poglavica Ewe koji je izuzetno čašćen. Njegov je sin bio Ewaulialaakona, nazvan po njemu i po Ewi.
| Prethodnik: | Kralj Ewe: Laakona | Nasljednik:    |
| Keaunui     | Kralj Ewe: Laakona | Ewaulialaakona |